# Wassili Wassiljewitsch Ljubarski
Wassili Wassiljewitsch Ljubarski (russisch Василий Васильевич Любарский; * 1795; † 18. Dezemberjul. / 30. Dezember 1852greg. in Jekaterinburg) war ein russischer Bergbauingenieur, Metallurg und Hochschullehrer.

## Leben
Ljubarski absolvierte die Ausbildung und das Studium im St. Petersburger Bergkadettenkorps, aus dem später das Bergbau-Institut entstand. Nach dem Studiumsabschluss 1816 hielt er dort Vorlesungen über Probierkunst und Metallurgie.
Ljubarski leitete das Werkslaboratorium der Eisenhütte Kuschwa. 1819–1820 arbeitete er im Laboratorium der Jekaterinburger Hüttenwerke. Dann arbeitete er im Vereinten Laboratorium des staatlichen Kollegiums für Bergbau und Salzangelegenheiten und des Bergkadettenkorps in St. Petersburg. Bekannt wurde er durch seine Untersuchungen der Eisenerze im Ural und des Hochofenprozesses. 1823 stellte er die Existenz und die Zusammensetzung von Platin und Osmiridium im Ural fest. Zusammen mit Peter Sobolowski entwickelte er 1826 ein Verfahren zur Affinage von Rohplatin mit anschließender Umwandlung in schmiedbares Platin. Dies war ein erster Schritt zur Pulvermetallurgie.
Ab 1827 war Ljubarski Assistent des Chefs der Goroblagodatskije-Hüttenwerke im Gouvernement Perm. 1830 kam er nach Perm und arbeitete in der Bergbau-Verwaltungsbehörde Perm. 1832 wurde er zum Bergchef der Permer Bergbau- und Hüttenwerke ernannt. Schließlich war er in Jekaterinburg Berginspektor der Uraler Berg- und Hüttenwerke.
Ljubarski schrieb Aufsätze für die St. Petersburger Politik- und Literatur-Zeitung Sewernaja Ptschela (Nördliche Biene). Er war Mitglied der St. Petersburger Freien Gesellschaft der Liebhaber der russischen Literatur, der Moskauer Gesellschaft der Liebhaber der Natur und der Kaiserlichen Freien Ökonomischen Gesellschaft zu Sankt Petersburg.